# De-Morgan-Medaille

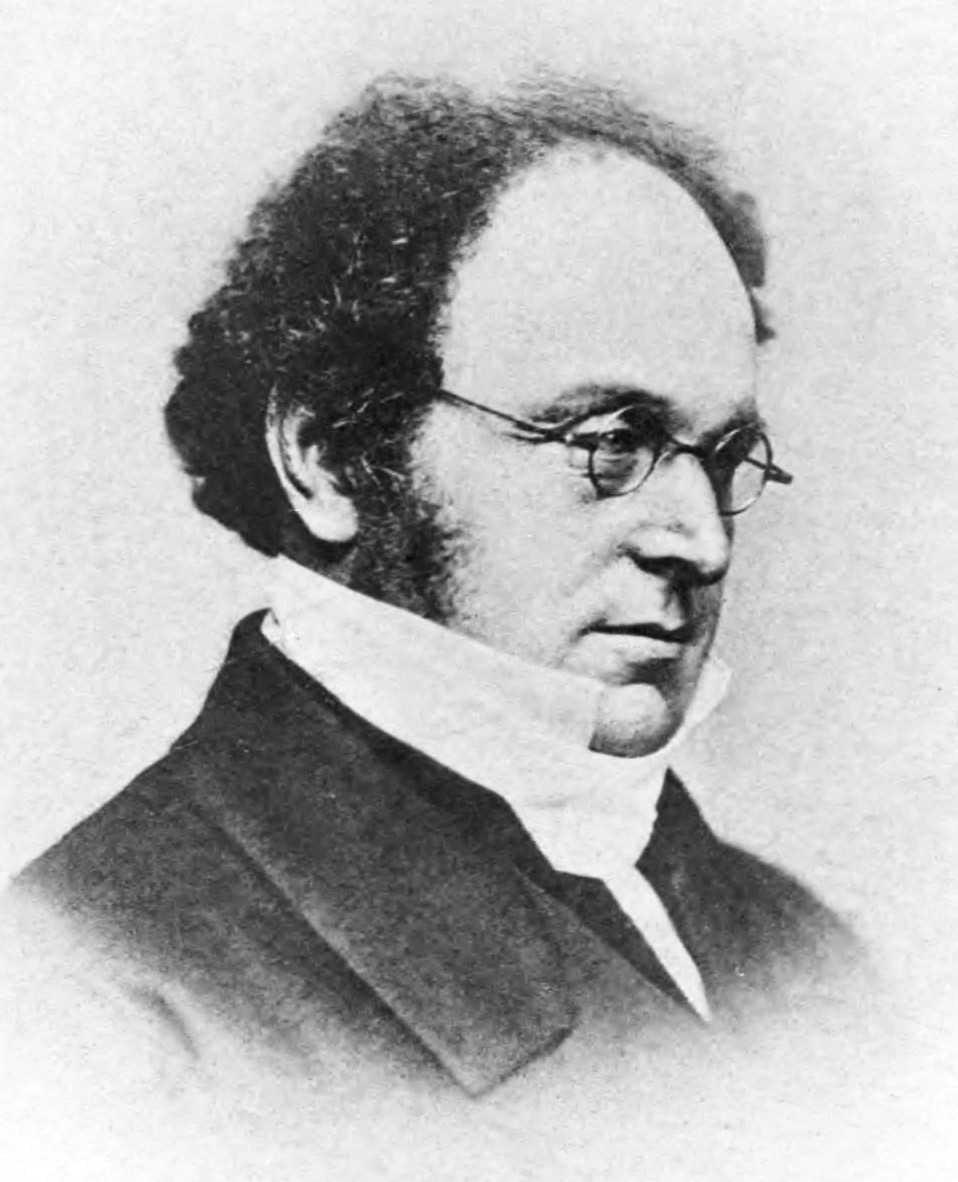
Namensgeber Augustus De Morgan

Die De-Morgan-Medaille ist die wichtigste Auszeichnung der London Mathematical Society. Sie wird alle drei Jahre für herausragende Beiträge auf dem Gebiet der Mathematik verliehen. Die Medaille ist nach dem ersten Präsidenten der LMS, Augustus De Morgan, benannt. Für die Auszeichnung kommen nur Mathematiker in Betracht, die am 1. Januar des betreffenden Jahres Einwohner des Vereinigten Königreichs sind.

## Preisträger
- 1884 Arthur Cayley
- 1887 James Joseph Sylvester
- 1890 John William Strutt, 3. Baron Rayleigh
- 1893 Felix Klein
- 1896 Samuel Roberts
- 1899 William Burnside
- 1902 Alfred George Greenhill
- 1905 Henry Frederick Baker
- 1908 James Whitbread Lee Glaisher
- 1911 Horace Lamb
- 1914 Joseph Larmor
- 1917 William Henry Young
- 1920 Ernest William Hobson
- 1923 Percy Alexander MacMahon
- 1926 Augustus Edward Hough Love
- 1929 Godfrey Harold Hardy
- 1932 Bertrand Russell
- 1935 Edmund Taylor Whittaker
- 1938 John Edensor Littlewood
- 1941 Louis Mordell
- 1944 Sydney Chapman
- 1950 Abram Samoilowitsch Besikowitsch
- 1953 Edward Charles Titchmarsh
- 1956 Geoffrey Ingram Taylor
- 1959 William Vallance Douglas Hodge
- 1962 Max Newman
- 1965 Philip Hall
- 1968 Mary Cartwright
- 1971 Kurt Mahler
- 1974 Graham Higman
- 1977 Claude Rogers
- 1980 Michael Francis Atiyah
- 1983 Klaus Friedrich Roth
- 1986 John Cassels
- 1989 David George Kendall
- 1992 Albrecht Fröhlich
- 1995 Walter Hayman
- 1998 Robert Alexander Rankin
- 2001 James Alexander Green
- 2004 Roger Penrose
- 2007 Bryan Birch
- 2010 Keith William Morton
- 2013 John Griggs Thompson
- 2016 William Timothy Gowers
- 2019 Andrew Wiles
- 2022 John M. Ball
- 2025 Nigel Hitchin[1]